# Branded Entertainment
Branded Entertainment ist die Weiterentwicklung von Produktplatzierung und somit ein Kommunikationsmittel der Vermarktung. Von Branded Entertainment spricht man, wenn die Handlung eines Medienproduktes (Film, Fernsehserie, Videospiel, Liedtext, Buch) primär den Zweck erfüllt, bestimmte Produkte in Szene zu setzen, was meist dann gegeben ist, wenn der Inhalt von der Marke selbst produziert wurde. Branded Entertainment lässt sich entsprechend hinsichtlich des Ziels der Produktion von Produktplatzierung abgrenzen.
Werden bei Produktplatzierung die Produkte lediglich visuell und verbal in den entsprechenden externen Medieninhalt platziert, so wird bei Branded Entertainment der Inhalt von dem Unternehmen produziert, welches hinter dem Produkt oder der Marke steht. Ein Beispiel dafür ist das Musikvideo Supergeil (feat. Friedrich Liechtenstein) von Edeka oder der Kurzfilm Coca-Cola Polar Bears Film von 2013 (produziert von Ridley Scott).